# Anker Jørgensen
Anker Henrik Jørgensen (Copenhaga, 13 de julho de 1922 - 20 de março de 2016) foi um político da Dinamarca. Ocupou o cargo de primeiro-ministro da Dinamarca em duas ocasiões: de 1972 a 1973, e de 1975 a 1982.

## Carreira política

### Início da política
Iniciou sua carreira política cedo e, em 1950, tornou-se membro de um sindicato. Ele liderou a União Geral dos Trabalhadores da Dinamarca entre 1968 e 1972. Enquanto era presidente do sindicato, foi eleito para o Parlamento da Dinamarca pela primeira de muitas vezes em 1964.  Como representante dos trabalhadores não qualificados, desenvolveu-se uma rivalidade com a liderança dos sindicatos de trabalhadores qualificados, como a Confederação Dinamarquesa de Sindicatos (LO), e seu líder Thomas Nielsen [dk], que se referiu a Jørgensen como "um completo".
Como deputado, foi responsável por questões trabalhistas. Posicionou-se na ala esquerda do Partido Social-Democrata, defendendo os trabalhadores não qualificados e os desempregados, e criticou a liderança do líder do grupo parlamentar, Per Hækkerup. Ele também ganhou atenção por sua crítica vocal do engajamento americano no Vietnã. Antes do referendo de 1972 sobre se a Dinamarca deveria aderir à Comunidade Econômica Europeia (CEC), foi contra o interesse declarado do seu próprio sindicato, defendendo um sim.

### Primeiro-ministro
Um dia após o referendo da CEE, Jørgensen sucedeu a Jens Otto Krag como primeiro-ministro da Dinamarca.  Ele ocupou este cargo por 14 meses até a eleição de 1973, quando foi sucedido pelo liberal Poul Hartling.
Depois de pouco mais de um ano na oposição, voltou como primeiro-ministro com um governo minoritário social-democrata. Em 1978, ele expandiu o governo incluindo os liberais em um governo de grande coalizão, a fim de lidar com questões econômicas. Esta coalizão durou até 23 de outubro de 1979, e por um breve período de dois meses em 1978 ele ocupou simultaneamente o cargo de ministro das Relações Exteriores. Durante este tempo, Jørgensen presidiu ao referendo sobre a idade eleitoral.
Durante o resto de seu mandato, ele liderou novamente um governo minoritário social-democrata. Incapaz de reunir apoio para aumentos de impostos e cortes de gastos, ele deixou o cargo de primeiro-ministro sem convocar uma eleição em 10 de setembro de 1982, cedendo o cargo de primeiro-ministro ao líder conservador Poul Schlüter. Ele, no entanto, permaneceu como líder dos social-democratas até sua renúncia em 1987, quando foi sucedido por Svend Auken. Permaneceu como deputado até 1994.
Ao longo do seu mandato, mostrou uma forte liderança - guiando a Dinamarca para a CEE e desenvolvendo ainda mais os sistemas sociais e de segurança social da Dinamarca - mas as suas políticas também criaram um enorme défice orçamental do Estado, que foi compensado por grandes empréstimos estatais, aumentando substancialmente a dívida do Estado dinamarquês. Numerosos cortes foram introduzidos para contrariar esta situação. 
No entanto, uma ampla gama de reformas sociais progressistas foram introduzidas durante o tempo de Jørgensen como primeiro-ministro. Uma nova Lei de Assistência Social, introduzida em 1975, simplificou a administração, proporcionou novos tipos e (em geral) benefícios substancialmente mais elevados, juntamente com novos critérios para a concessão de benefícios. A Nova Lei de Educação Básica de junho de 1975 introduziu a educação básica geral de 9 anos com 10º ano opcional e classe pré-escolar, e também estabeleceu o princípio abrangente para a educação básica. A Lei Nacional de Feriados de abril de 1979 ampliou o número obrigatório de feriados para 30 dias. Nos termos da lei sobre o direito às prestações de desemprego de Junho de 1976, os trabalhadores independentes permanentes passaram a ter direito a fundos de desemprego e, consequentemente, a prestações de desemprego. A Lei das Indenizações por Cessação de Funções de Novembro de 1978 introduziu a remuneração pré-reforma que concedia prestações de desemprego (para pessoas entre os 58 e os 66 anos) em caso de reforma voluntária. No âmbito do regime de oferta de emprego introduzido em Junho de 1980, o direito ao subsídio de desemprego para os desempregados de longa duração não poderia ser perdido sem a oferta de um novo emprego. Uma lei de março de 1975 sobre a regulamentação das condições de moradia melhorou as condições dos inquilinos, enquanto a Lei de Seguro de Acidentes de Trabalho de março de 1978 previu igualdade para viúvas e viúvos.

### Empreendimentos posteriores
Foi Presidente do Conselho Nórdico em 1986 e 1991, tendo sido também chefe da delegação dinamarquesa ao Conselho durante os mesmos mandatos.
Jørgensen foi eleito "Dane Of The Year" em 1990 em uma pesquisa realizada pela Danish Gallup para o Berlingske Tidende. 
Foi Presidente Honorário da Internacional Socialista.
Ele morreu em 20 de março de 2016, aos 93 anos, após sofrer causas naturais em Copenhague. Seu funeral foi realizado em 2 de abril de 2016.